# Blackpink House
Blackpink House（韓語：블핑하우스）為韓國經紀公司YG娛樂製作的節目，是以該經紀公司旗下的女子組合BLACKPINK為主角所拍攝的真人實境秀綜藝節目，將每位成員的真實日常生活毫不保留地完整公開。節目在2018年1月6日於影音分享網站YouTube及Naver V Live頻道首播。第12集以第11集播放後，準備《Square Up》回歸，及推出官方應援物為最後篇章，在2018年8月15日至18日於Naver V Live頻道分段首播，整集在8月18日在YouTube重播。
YG娛樂後來在2019年3月13日發行了這檔節目的DVD和藍光。

## 節目製作歷程
BLACKPINK所屬經紀公司YG娛樂在以往均會為旗下藝人拍攝專屬綜藝節目，如《BIGBANG TV》、《2NE1 TV》、《WINNER TV》等，這些由YG娛樂旗下藝人出演的真人秀節目也大受歌迷的喜愛，尤其是，BLACKPINK以往不常出演綜藝節目，能夠通過此次的《BLACKPINK TV》看到她們直率真實的一面，許多歌迷紛紛表示關注。
早於2016年，《BLACKPINK TV》已在該年8月25日透過Naver TV首次播放。透過單曲專輯《Square One》雙主打曲〈口哨〉、〈Boombayah〉正式出道，為歌謠界帶來新鮮感的BLACKPINK，在出道兩週就獲得了SBS音樂節目《人氣歌謠》的一位，而她們也在出道後短短一個月便拍攝了真人實境秀的綜藝節目《BLACKPINK TV》，首次公開的內容是在8月21日於《人氣歌謠》現場進行錄影的測試版本。後續，YG娛樂表示，BLACKPINK會以《BLACKPINK TV》為起點，透過該檔節目公開成員們平常生活中的面貌，以及在舞台之外真實的模樣。然而僅短暫播出後便無後續的節目消息，近1年多的停擺，在2017年11月，YG娛樂才再度釋出《BLACKPINK TV》的相關訊息。
2017年11月3日，YG娛樂於BLACKPINK官方YouTube頻道公開即將正式投入拍攝的真人實境秀節目前導預告影像。YG娛樂為此表示，為這檔節目特地在首爾弘大建築、裝修充分反映BLACKPINK成員們各自喜好的「粉色公主之家」，花了數月時間的工程即將完成，並會在不久後開始正式拍攝。而Jisoo、Jennie、Rosé、Lisa將在新的住家展現出洗衣、打掃、做料理等從頭到尾均自給自足的故事。
《BLACKPINK TV》的第一個篇章《BLACKPINK House》預告影像在2017年11月23日於官方網站上揭幕，這個篇章的製作背景是為了給出道後一直忙碌於工作的BLACKPINK成員們在弘大度過100天的休假為主題而製作的。而預計的播出時間據YG娛樂代表梁鉉錫在12月22日於個人的社群網站Instagram上發佈與紛絲對話的截圖顯示中，這檔節目確定在2018年1月第一週播出，並在22日當天晚上陸續公開《BLACKPINK House》正在剪輯中的相關影像。

### 播映
起初，這檔節目原定於2017年12月27日於JTBC2頻道首播，該頻道也在節目排程列表中顯示了《BLACKPINK House》的播映時間，但節目在之後被推遲。後續，YG娛樂仍持續的釋出節目預告，最終在2017年12月29日，正式公告《BLACKPINK House》確定於2018年1月6日晚間9時通過影音分享網站YouTube及Naver V Live頻道同步播出，1月7日及1月8日分別在JTBC2與Olleh TV進行重播。首播後，會在每週六晚間9時，共播出12期的節目。第3集起，每逢星期天下午2時（JTBC2與Olleh TV重播時段）會在YouTube和Naver V Live首播加映片段（第5部分）。
這次的播放平台也並非像以往的《BIGBANG TV》或《2NE1 TV》一樣是通過有線電視台播出，而是選擇了YouTube和V Live等國際網絡影音分享平台，相關人士稱這是YG娛樂宣傳戰略中值得矚目的部分，與韓國國內平台的收視率相比，像音樂錄影帶一樣可以引導全球喜歡BLACKPINK的國際粉絲在同一時間段以更加便利的方法收看，YG娛樂也為此表示，節目沒有從電視台收到製作費用，因此可以通過更加自由、多樣的全球頻道，讓更多人能收看節目，最後選擇透過YouTube與V Live播出，這對粉絲們來說是禮物，同時指出這也是YG娛樂的長期投資。

## 節目進程

### 第1集
- 播放日期：2018年1月6日
- 標題：《#100cation #想做的都做吧 #入住BLACKPINK House》

搬進弘大新宿舍前1天，原宿舍全公開，證明四人各有一間寢室。每位成員在收拾行李時公開4人個人喜好，翌日搬進弘大新宿舍。新宿舍在本集全公開，廚房是原宿舍4倍大，四人從各有一間房間，變為兩人同睡一間位在頂樓的寢室，智秀擁有一間電玩室，Rosé也有一間粉紅空間。而在選擇睡房時，Rosé先獨佔陽光較好的右邊房間，左邊房間被其他三名成員選擇，重新分配後，Jisoo與Rosé是室友（右邊，鄰近電玩空間），Jennie和Lisa是室友（左邊，鄰近粉紅空間）。而後，全員至弘大買下用品後佈置寢室，然後因應韓國的習俗，在搬進新居時，向鄰居派發自製米糕，但BLACKPINK改以製作馬卡龍送給鄰居。而新宿舍的地帶是食肆林立的商店區，因此她們將馬卡龍送給鄰近常去的餐館，包括勝利開的日式拉麵店（弘大分店），但他當時在上海，所以只能以視訊問候。

### 第2集
- 播放日期：2018年1月13日

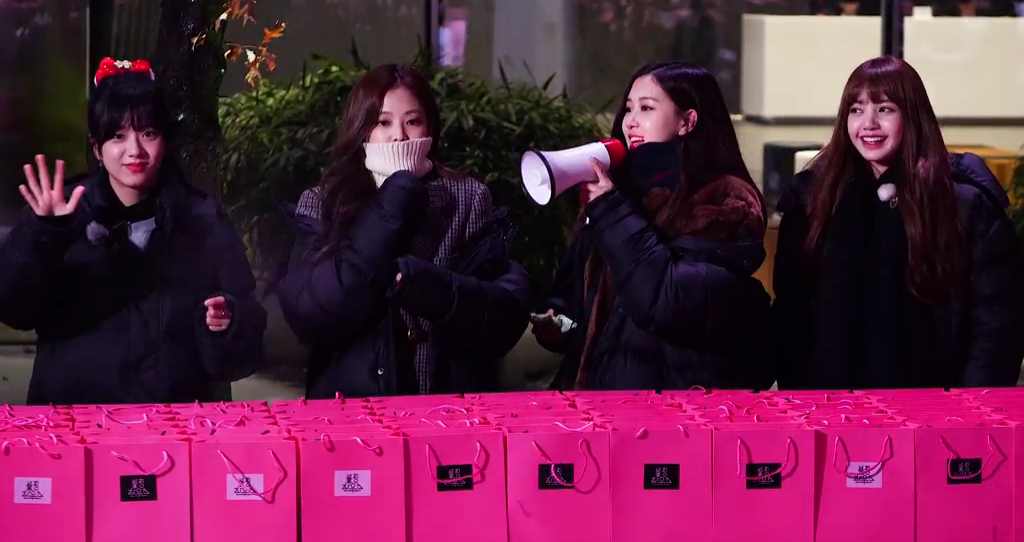
攝於突發游擊性粉絲見面

- 標題：《#BLINK等很久了嗎? #我們現在見吧 #逆應援活動》

節目開始時鏡頭帶到Jisoo和Rosé個別為雜誌拍攝，Jisoo一改4.5次元的個性，變回隊中門面的形象拍攝畫報，Rosé則因拍攝的需求穿上高跟鞋，一時之間成為隊中最高的成員（Jisoo、Lisa也有探班）。
12月6日，Jisoo和Jennie向元強熙師傅學習製作100人份的烤雞肉肉夾饃，製作方法依照韓國蒸包和呼包改造，而Rosé和Lisa則佈置客飯廳和戶外，但被附近的流浪貓吸引，後來有請花藝師幫忙。後續，BLACKPINK在Instagram透露將舉辦突發游擊性粉絲見面逆應援活動暨喬遷宴，也準備禮物送給100名粉絲，其中4位粉絲可以與各成員合拍拍立得，但正當出門之際下起大雨，讓BLACKPINK想起夏天的冰淇淋逆應援會和第一次粉絲簽名會都是在雨夜。
本集後半部則各自為成員準備神秘聖誕禮物，Rose送Jennie公主原子筆、毛皮外套和毛手袋，Jennie反送Lisa公主原子筆、茶包和英式茶壺，Jisoo送Rosé回收的力娇酒瓶製造的燈飾和橡子狀的陶瓷器皿，Lisa送智秀戒指（Lisa也有同款）和運動連帽衣。本集結尾，讀粉絲E-mail，再送出獎品。

### 第3集
- 播放日期：2018年1月20日
- 標題：《BLACKPINK in Thailand》
- 加映日期：2018年1月21日
- 加映標題：《#第二次粉絲逆應援 #BLACKPINK策劃導演 #楊老闆的驚喜禮物》

YG娛樂代表吉祥物「Krunk」大熊初登場，替梁鉉錫傳信。信中表示將讓BLACKPINK在新年到泰國曼谷旅行。在出發前與Rosé母親通話，簡單問候後Rosé母親告知Rosé她的金魚Yellow去世。
午夜1時抵達泰國素万那普机场，而後來到BLACKPINK在曼谷下塌的民宿，她們的套房也隨之揭曉，Jisoo與Lisa同睡一間小寢室，各自一張單人床，Jennie與Rosé則睡主人臥室，並同睡雙人床。
旅行的第一天早晨，到藍象餐廳（擁有103年老字號的米其林餐廳，世界上共有12家分店）吃早午餐。再來前往Lisa的秘密購物基地——公園裡的自由市集。而此前有進行一項規則，在民眾面前第一位被認出的成員要請客，最終Lisa最先被認出，因此Lisa要買禮物送給成員。而正當BLACKPINK在購物期間，Lisa父母帶著食材進入她們的住處。節目尾段，BLACKPINK收到蘇梅島豪華旅行卷，預示著她們的下一站將前往蘇梅島。
本集加映，在第二集播出的游擊粉絲會後續，從寄給BLACKPINK超過1000篇故事裡挑選出一位幸運者，而這位粉絲由Lisa選出，名為金敏智（女大學生兼工讀生），她們將為這名粉絲打造整人偷拍秀，BLACKPINK喬裝咖啡店實習生，輪流為她服務，計畫成功後變成粉絲見面會，送上自製蛋糕以及由成員親筆寫的應援信。

### 第4集
- 播放日期：2018年1月27日
- 標題：《#BLACKPINK出道後第一次旅行 #眼眶泛淚驚喜 #另一份禮物，另一份回憶》
- 加映日期：2018年1月28日
- 加映標題：《Jen黏糊Tour》

Lisa父母在BLACKPINK購物時潛進飯店房間，為她們準備各人喜好的泰國菜。而正當成員們回到飯店看見已準備好的菜色，在討論是飯店的服務亦或者是Lisa父母下廚時，Lisa父母按門鈴進入了房間，應驗Lisa的預想。最後，Lisa母親送每位成員手工相冊，並與BLACKPINK一同共進午餐。
晚上，她們先前往Lisa在2017年農曆新年攜Jennie去的天台酒吧餐廳，俯瞰曼谷日落和夜景，再來前往曼谷夜市，Lisa和Rosé搭乘摩天輪後跟其他成員駕駛越野卡丁車、玩遊戲和購物。
第二天在Bitterman餐廳吃早午餐，回飯店計劃行程時，收到所屬經紀公司代表梁鉉錫的另一份禮物：到蘇梅島3天2夜的奢華旅行禮劵。到達蘇梅島後，率先前往位在深山的頂級泳池別墅。隔日，Jisoo和Jennie到隔壁棟找Lisa和Rosé，Jisoo決定每人均分別各自寫下自由旅行的行程。Lisa計畫晚上行動，先到夜市吃晚餐，再前往海灘酒吧看火炬表演。Jisoo計畫路程極少的全身按摩遊。Rosé因喜歡高處和陽光因此計畫在森林登高和滑繩索，Jennie則計畫前往海邊漫步遊玩，但表示自己怕暈船，所以不想坐船，結束後再回到別墅游泳。
第五節，前往Al's Laemson海灘途中，Jisoo和Jennie練習泰語討價用語。到達海灘後短暫玩了一下水，接著在工作人員的指導下，開始玩水上摩托車。

### 第5集
- 播放日期：2018年2月3日
- 標題：《#蘇梅島 BLACKPINK 旅行 #留下記憶 #首次的旅行_成功》
- 加映日期：2018年2月4日
- 加映標題：《想躺CHU之旅》

Jisoo、Rosé及Lisa均陸續嘗試了帆傘，但Jennie因騎水上摩托車後暈船而沒有嘗試帆傘。接著四人坐上香蕉船。第二節開始Lisa的晚上行程。晚餐後，成員前往夜市逛街，沿路買了頭飾、法國蛋餅和烤香蕉蛋餅。第三節到達查汶沙灘派對（節目組也把《Playing With Fire》MV結合真正的玩火秀，做成新版MV）。翌日因為下大雨，Lisa和Rosé開室內演唱會，Rosé的高空森林行依然如常起行，但Jisoo有懼高症，加上跟Rosé穿上涼鞋，令鞋子嚴重褪色。Jisoo在第9道終於克服滑索體驗，在第10關是垂直下降5米。
第五節，Jisoo在全員回到飯店後體驗泰式全身按摩，蘇梅島最後一夜感言，和透露2018年願望（新專輯、演唱會、官方應援物）。

### 第6集
- 播放日期：2018年2月10日
- 標題：《#開心新年（feat.韓服姿態）#BLACKPINK達成願望，動物園郊遊 #MC CHU辛苦了》
- 加映日期：2018年2月11日
- 加映標題：《#MC CHU辛苦了， 一日代理經紀人兼職計劃》

回韓後的BlackPink 先穿著韓服，向家人、粉絲和梁鉉錫拍攝新年祝賀影片，Jisoo、Jennie試煮年糕餃子湯，試吃時談及各地新年習俗，在玩Lisa的夾娃娃機時，Lisa拿到Rosé的願望（野生動物旅行）。到達京畿道龍仁爱宝乐园（Everland）。先到禮品店買裝飾物，然後到熊貓樂園。在進入途中有蝴蝶園，在樂園餵飼浣熊後開始幼稚園式水陸叢林探險。探險、玩遊戲和小吃後到猩猩樂園，其後到野生旅行區，嘗試餵飼老虎、母獅、棕熊 、白虎三胞胎。夜間因為下雪、只能玩引體落地機 （Jisoo休戰）。回宿舍後自行按摩，Jennie因為暈眩而回房間休息，Lisa到Jisoo和Rosé的房間睡。
第五節，2018年2月4日，珍榮、Jisoo、道英最後一次主持《人氣歌謠》情況，也完成為時一年的工作，Lisa和Rosé準備驚喜應援：以代理經紀人身份，代替經紀人的工作，也為其他前輩歌手（Oh My Girl、善美、IKON（其宿舍在BlackPink 原宿舍樓上））和主持搭檔送上能量飲料，但因為她們沒有駕照，必須被解僱，然後自費回BlackPink House。播出當天，節目因為冬季奧運會而停播一週，所以替補人選沒有透露。

### 第7集
- 播放日期：2018年2月17日
- 標題：《#4人4色，取向 #共享 #今天應該會很棒吧？》
- 加映日期：2018年2月18日
- 加映標題：《重新合體》

2018年1月17日，早起床的Rosé想餵飼鄰居的三隻小貓，但打翻貓糧，需要Lisa幫忙打掃，但牠們沒有來訪，所以Rosé到粉紅室開個唱，Jisoo為動物圖案的按摩棒即興創作歌曲，然後，四人決定以兩人隊伍（年長組和年幼組）到弘大學習新才能。Jisoo：傳統式滾軸溜冰、Jennie：手工自製首飾；Rosé：彈床籃球、Lisa：跟前大學選手學射箭。Rosé和Lisa到達目的地後，Rosé雖然是左撇子，但因為是偏右眼，所以依然是右射手。基本練習後，進行澳泰比賽。每回敗者為贏家買米粉、禮物。在第一回合（每回12箭），Rosé的能力越來越好，遠超Lisa，Lisa除了一次到9分後，沒有一次超過5分，而Rosé在最後一發拿下10分。第二回合，Lisa 換箭後，以子瑜在《第12屆MBC偶像明星運動會》的撥頭髮一射拿下10分（子瑜當時一射只有4分），但分數起伏非常大，雖然如此，兩人分數很接近（65－61，Rosé 在最後一發前只領先4分），但Lisa最後只得0分，讓Rosé 反勝，最終以2－0完勝。
第三節、Jisoo和Jennie先到 Artisanat 製造手工首飾。但店主是在韓居住17年的26虛歲歐裔老師Mira。Jennie本來擅長手工勞作，所以得心應手，但Jisoo 因為手腕乏力，加上她選用18K鍍金，完全不能用切斷鍊子的鉗子，在第五節透露是為忙內組製作的禮物。而Jennie在製作雙人戒指時也遇到困難，Jisoo反而可以修復。Lisa透露她有在第3回（只射4箭）故意讓賽，因為Rosé開賭把贏家背回家時，知道Rosé根本背不了Lisa。在第2、3箭更是射偏箭靶的0分，只得16／40分，Rosé4箭全達8分區，得32／40分，Lisa因為體力不支，只背到首飾店，買下指環後，到達越南餐館，為Rosé買越南牛肉米粉和其他越南美食。Lisa 也透露她除了泰國餐以外喜歡的食物（日式壽司）。
第四節，晚間，Jisoo和Jennie到80年代風的傳統式滾軸溜冰場。一反固有形象，平常膽小的Jisoo在滾軸溜冰場得心應手，Jennie即使拖著Jisoo，卻因平衡不了而中途退出，幫她重拍個人版《Boombayah》MV。Rosé和Lisa到達室內運動場學。 彈床和非碰撞性Slamball。Lisa因為腿太長，腳跟常先著地而跟不上進度。後來在非碰撞性Slamball，Rosé成功嘗試Jumpman標誌扣籃和180度低位扣籃。Lisa 因為體力透支，跳向第二個彈床時跳不夠遠而失敗。依然不認輸的Lisa以彈床快拍，拍出最詼諧的照片打賭，由Jisoo和Jennie選出贏家。Rosé：懸浮在空中的吉普賽人、跳躍的小鹿、Mosco。Lisa：固力果跑者、懸浮在空中的忍者、空中劈叉。離開前，小孩在隔壁開熒光彈床舞蹈課，她們成為特別嘉賓。
第五節，四人在弘大重聚，分享戰利品，Lisa贏下照片比賽。

### 第8集
- 播放日期：2018年2月24日
- 標題： 《#BLACKPINK隱密的私生活 #只對你公開》
- 加映日期：2018年2月25日
- 加映標題：《#BLACKPINK in Japan，#就像第一頓一樣》 （第一節）、《#水族館 #水霧 #Rosé的個人水族館之旅》（第五節）

第一節，BLACKPINK 到達日本橫濱進行公演，公演前一晚，Jennie留在酒店吃宵夜，其他團員掃空便利店。Rosé回宿舍後，一邊看第3集重播，一邊吃宵夜，洗漱後敷面膜，就寢。第二天，Jisoo在後台訪問，也練習日韓翻譯，Jennie、Lisa練習日語台詞。表演完，回到酒店後，外面剛好下雪。
第二節，BLACKPINK 回韓後，到麻浦區合井洞的大型超市為BLACKPINK HOUSE 的冰箱進行補給，主要買泡菜炒飯原料。回家後，Jennie再次擔任主廚，Rosé 負責飯後水果，但Lisa差點把五花肉烤焦，Jisoo 接手弄好五花肉泡菜拌炒飯，然後準備個人自由時間。
第三節，Rosé個人自由時間計劃：參觀3年沒去的水族館、買LP 。走路時被途人認出，但因為過分依賴手機導航，完全不知道自己其實看著帶領地下LP店入口的階梯，然後大量購買Beatles、Ed Sheeran、Adele、TLC LP，在播放Adele － All I Ask 時翻譯歌詞。Jisoo帶她的寵物，公犬Dalgom到南揚州的寵物運動場，Dalgom在基本命令合格，也在30秒至2分鐘內逃離大型毛巾（2／3分），最後未能在1分鐘把毛巾蓋住的食物找到並吃掉（有嘗試，2分），所以擁有普通智商，然後嘗試馴養障礙物速度冠軍的Adam。因為Dalgom體型較小，所以只需踏過調低的木欄，而不用跨欄，因為牠跟狗主一樣有懼高症，但在食物引誘下成功。
第四節，Jennie決定延續上回，到漢南洞跟運動細胞奇差的Lisa學保齡球。導師是前高中校隊選手的經紀人。他的示範局裡得10分（第一球0分，第二球補中）。後來打互鬥式團體賽。Lisa與導師一組，有基本經驗的Jennie跟左撇子經紀人一組。 輸家得付入場和附加賽局費用。Lisa雖然曾經連續4球0分，左撇子經紀人常常拿下補中，個人拋離導師，6局後，Lisa隊以134－111 領先。第7－10局，經紀人們休戰，Jennie、Lisa也要為他們代打，Jennie在第7局即以Strike開局，Lisa嚴重起伏的穩定度再次拖垮團隊。她在沒有左撇子經紀人的幫忙，常常洗溝，或補中失敗。Jennie在經紀人代打的最後一局，把比數以一分反超前（201－200），Jennie的最後一局只拿9分（9，0），Lisa必須成功補中，才能保住勝利，因為兩球洗溝，Jennie隊完成逆轉勝，Lisa需要再次請客，Jennie請Lisa拍藝術照。
第五節，Rosé到蠶室樂天世界看銀魚、跟小橘同類的血鸚鵡魚、其它熱帶魚、白鯨，和餵飼鯉魚、海獅。

### 第9集
- 播放日期：2018年3月3日
- 標題： 《#冷靜與熱情之間 #被子外面很溫暖 #汗蒸幕，夜間滑雪》、《#熱與冷之間 #BLACKPINK禦寒大法（二）》（第三、四節）
- 加映日期：2018年3月4日
- 加映標題：《#倒數20天 #最後一次旅行 #BLACKPINK IN BUSAN OR JEJU》（第五節）

Rosé、Jisoo、Lisa陸續打掃上層，Jennie 再次烹調，弄法式鬆餅，兩次失敗後，Lisa搞砸Rosé的擺盤。早餐後決定到汗蒸幕。到達西大門區奉元洞的木炭窯後，因為服裝一樣而找不到工作人員，所以到小食店買飲品。Jisoo教授用毛巾製成羊頭毛巾。雖然在最低溫的「微溫」汗蒸房，Lisa的怕熱體質顯露無遺，依然因為抵受不住而全身發紅，Rosé越來越享受在汗蒸幕修行。因為有上過電視的小貓，延遲後，Jennie、Lisa因為抵受不住而離開。之後買下8萬韓元的食物開餐，完全違背到場宗旨，然後Rosé聽到Jisoo訛稱在拍《好吃的傢伙們》後想參與錄製， Rosé、Lisa更誤以為那裡是大食堂。接著在按摩椅時，Rosé已經愛上那裡，當Jennie玩《Metal Slug》時，她已第二次坐在按摩椅，而Jisoo、Lisa坐上加熱的沙發。
離開汗蒸幕後，到江原道春川南山滑雪場學單板滑雪，但因為腳部浮腫，也幾乎穿不下靴子。熱身後進行跌倒練習和初級課程。Jisoo、Jennie因為有經驗，直接到達中級雪道。忙內組因為沒抓穩重心，最後放棄，在舞台上跳即興兩人版《As If It's Your Last》，到達餐室時，廚房已打烊，只能吃果凍和喝熱巧克力。Jisoo依然能駕馭中級雪道，而Jennie的平衡力開始出現問題，直到她幻想導師在旁拉手才克服。忙內組回到初級雪道玩雪橇，Rosé雖然有教Lisa剎車，但沒有教她轉彎，在Lisa開賭把贏家背上山時，她撞上圍欄而再次敗陣，再要背Rosé上山。
第五節，BLACKPINK再回看第6集時，100天的假期僅剩20天（以錄影日期為準），也離她們去泰國超過一個月，所以Lisa想再一次旅行。Jisoo想留在韓國境內，Jennie和Lisa 本想去釜山，但Rosé想去濟州島，因為她們上次去是為了工作，沒有細心遊覽。

### 第10集
播放日期：2018年3月10日
標題： 《#濟州島，走吧 #BLACKPINK之路，打造 #所有人只走BLACKPINK路吧》，《BLACKPINK TV in Jeju》（第一節），《#五字感想 #只剩下照片 #膝蓋沒事喔》（第三節），《現代皇帝御膳長什麼樣子？》（第四節）
加映日期：2018年3月11日
加映標題：《#天氣操控器 #BLACKPINK不變的法則 #難道今天也（下雨）？》
Rosé想去濟州島，因為她們上次去是為了工作，沒有細心遊覽。Jisoo同意，所以在金浦機場登機前，再次確認行程。兩天夜行程。Jisoo決定：第一天是團員想去的景點，第二天由粉絲們推薦。基本上是環島Tour。在飛機上，除了Jisoo以外，其他團員都睡著了。她們沒有成為「雨神」，當天陽光普照。先到東門市場開吃放，也收到任務：尋找罕有姓氏 － 市場內唯一一位「夫」姓老闆（娘）。找到夫女士後，發現她是冰壺國手金英美和金敬愛的媽媽，送上「皇帝御膳卷」。東門市場評分：樂趣 － 3／5、感動 － 5／5、拍照熱點 － 3／5。
第二節到迷宮公園。Jisoo和Jennie因為來過而成為隊長。Jisoo、Lisa一隊，Jennie、Rosé一隊。勝出隊伍可優先選擇第二天行程。勝出條件：除了逃出迷宮，也須敲響銅鐘。Jennie想著憑記憶衝出迷宮，卻一直走到死胡同。Rosé後來發現：在正途附近有攝影機，應該可以早點離開。Jisoo卻以「外圍」方法行進，卻回到起點。她們靠右走時，以到了另一個迷宮（兩個相通）。Jennie、Rosé發現展望台時，以為可以先到終點，但Jisoo、Lisa發現她們走錯出口，但Rosé在慌亂中走回迷宮中心。 Jisoo、Lisa在臨出口前15米突然迴轉。Jennie、Rosé體力透支，已經失去方向感。Jennie、Rosé需要空拍機幫忙才找到出口，取得勝利。Lisa依然留在敗部。迷宮公園評分：樂趣 － 5／5、感動 － 3／5、拍照熱點 － 4／5。Jisoo也為下個活動提示：危險、需要良好天氣、時間緊迫。
第三節坐熱氣球。本來有嚴重懼高症的Jisoo反而可以輕鬆對話，而Lisa變得害怕，在最後降落時，因為突然刮起大風而搖晃，Rosé在慌張下坐在Jisoo的膝蓋，但師傅解釋因為風向轉換，熱氣球會自然調整，屬正常現象。可是，Jennie的暈眩症再次發作。著陸後，Jisoo讓Lisa挑戰以5個字形容感想，再敗Rosé。熱氣球體驗評分：樂趣 － 3／5、感動 － 3／5、拍照熱點 －5／5。
第四節，到五星級飯店吃御膳晚餐（簡化版，因為以前會有起碼十幾道菜）。菜色：烤紅鱸、黑豬白切肉、黑牛排骨湯、五味子茶、綠茶冰淇淋、濟州年糕。當Jennie問：黑豬為何是黑色，Lisa正答：本身身體毛色。五味子茶比想像中酸很多。晚飯後到酒店。以年齡分割為室友，但其實兩人的房間，是打通的家庭式單位。
第五節，Jisoo、Jennie起床，Jisoo發現房間內有自動窗簾，天氣變成陰天加大風。到達歸浦市咖啡廳時，Rosé有八折特惠卷。本來想去G-Dragon的咖啡店，但因為當時仍在裝修而作罷。預告第二天行程：騎馬、採摘柑橘。

### 第11集
播放日期：2018年3月17日
標題：《#濟州島，BLACKPINK之路 #BLINKS推薦地點 #騎馬，摘柑橘》，《BlackPink House 第100天D－Day》
第一節回顧上集行程後，Jisoo、Lisa 到西歸浦市南元邑柑橘農場。園長提示：先摘下樹上其中一顆，試吃後如果不理想，就該放棄整棵樹。拍攝「柑橘小姐」競選片後，Jisoo打賭：5分鐘內分頭摘柑橘，數量少的人，需幫對方剝柑橘皮。Lisa大敗。柑橘農場+製作果醬：樂趣 － 5／5、感動 － 3／5、拍照熱點 － 4／5。
第二節，Jennie、Rosé在濟州市涯月邑。粉絲因為知道她們喜歡動物而推薦。Jennie小時候有騎馬經驗，所以騎「飛揚峰」得心應手。Rosé選擇毛髮跟她的髮色一樣的「哈梅爾」，但馬如其人，都是吃貨。兩頭馬都是9歲。在森林慢走後，到小賽道時，Jennie和飛揚峰輕鬆超越Rosé和哈梅爾 ，之後以原路回家，以胡蘿蔔餵飼。BlackPink騎馬之路：樂趣 － 5／5、感動 － 4／5、拍照熱點 － 4／5。
第三節 ，離開濟州島4小時前，Jisoo和Lisa在海灘拍照，離開濟州島3小時前，Jisoo和Lisa在海灘拍照， Jennie和Rosé在濟州市涯月邑 的咖啡廳看夕陽，四人合體，Jisoo和Lisa 也到翰林邑復古小店購物，Jennie和Rosé 也到牛奶冰淇淋咖啡廳。
第四節，正當四人看電影時，門外有行李和包裝盒子。信裡說她們的假期到了最後一天，需回到原宿舍。四人準備收拾時下大雨，Jisoo、Jennie佈置室內，準備燒烤派對，Rosé、Lisa到投幣洗衣店洗棉被。Rosé、Lisa 在等棉被清理時，到附近的電子遊樂場玩射擊遊戲。Lisa打賭：輸家把所有棉被、床單扛回宿舍。Lisa以1940－900大勝，迎來第一次，也是最後一次勝利。
加映日期：2018年3月18日
加映標題：《#最後的晚餐 #Goodbye To BlackPink House》
正當Jisoo、Jennie烹調食物時，忙內組回宿舍。Rosé幫忙切配菜，酒保Jisoo繼第4集回歸，教Jennie炮製櫻桃無酒精雞尾酒。但到了第100天，才真的整天待在屋裡。回憶裡，多天下雨、下雪時間，即使到泰國、濟州島如是。飯後甜品：第一天剩下的馬卡龍。最後讀出成員們各自為彼此寫的信。

### 第12集：《Square Up》回歸篇
播放日期：2018年8月18日 （YouTube整集版）
標題：《#《Square Up》回歸篇 #好久不見 #回到 BLACKPINK HOUSE》
3月18日，BLACKPINK HOUSE 最後一集播放完畢。 第一節，時間跳至5月25日，BLACKPINK 到韓國大學公演，也宣布將會推出官方應援物和 6月15日，以《Square Up》回歸。5月30－6月3日拍攝MV和專輯歌詞本、封面和宣傳海報，也透露幕後花絮，也拍攝《Forever Young》舞蹈練習影片。
第二節，個人幕後Self Cam。 Lisa 透露領養了一隻貓（不是BlackPinkHouse 外的三隻流浪貓）。（錄影時間）四個月大的Leo生性好動，但喜歡亂抓和亂咬Lisa。Lisa餵飼他後，到黃老師的健身室練拳健身。Rosé到皮拉提斯老師家增加肌耐力和塑身，皮拉提斯課完畢後，她跟文靜小貓Bori玩耍，然後重開吃貨本色。
第三節，在Jennie與Jisoo的Self Cam，時間跳至6月14日（回歸前一晚）。也帶齊三隻狗（Kai是Jennie領養的第二隻狗）。Jisoo 透露 Jennie也以饒舌手身分回歸，但承認以歌唱為主的Jisoo在練習時的表現比她好。然後跳到新曲推出前6小時（回歸當天，韓國時間中午12時），四人在記者會。再跳到新曲推出前1.5小時 （下午4：30），四人回到BLACKPINK HOUSE，而該房子變成宣傳基地和快閃店，內部裝潢已改為Square Up 主題，也在那裡開V Live。在回歸後不久，已攻上國內外排行榜實時1位。
第四節，BLACKPINK在《Show! 音樂中心》舉辦回歸Showcase，然後跳到錄製《Show! 音樂中心》後的電台訪問途中，公開三人的包包（Rosé沒有透露），Jennie也帶著迷你版錘子應援燈。後續也贏得11座獎座（播放當天，該專輯已完成雙單曲宣傳，延至7月末。）

## 外部連結
- Blackpink House的Instagram帳戶
- Daum上《Blackpink House》的資料